# ボームのダイアログ
ボームのダイアログ（ボーミアンダイアログ）とは、参加者が共通の理解に達し、何の判断も下すことなく全員の視点に立つことを目的とした、グループ間の自由な会話である。
ダイアログの目的は、人びとが社会で直面しているコミュニケーション危機を解決することである。またこれは人類全体の意識の問題を解決することでもある。ダイアログは思考と普遍的な真実との関係についての理論的理解に基いて提案された。ボームのダイアログはダイアログの概念を初めに提案した物理学者デヴィッド・ボームの名にちなんで名付けられた。

## ダイアログの理論
ボームはダイアログの概念を初めに紹介した際に、以下のように述べた。

ダイアログとは人びとの間の意味の流れのようなものである。この流れは参加者一人ひとりの視点という「堤」を通って流れていく。
...このような意味と情報の自由な流れこそが、文明を変化させ、誤った情報の破壊的な作用から解放し、創造性と自由を生み出すのである。

ダイアログには前もった目的や課題はない。しいて上げるならば、思考の過程と「一緒に考える」という過程を観察することである。このような活動により、グループの参加者は自身の持つ固定観念や偏見について知ることができ、また思考の動き全体を観察することができる。ボームはダイアログにふさわしい人数として、そのグループが社会や文化の縮図となる程度が良いとした。ダイアログが目指しているのは、このような言葉によるやりとりが、人類の他の活動に比べてなぜこんなにも難しく、対立を生みやすいかということについて、気づき、観察を可能にすることである。
ダイアログは議論やディベートとは異なるものである。ボームによればそのどちらも、何かの目的を達成したり、決定を下すことに主眼が置かれており、
ただ探究することや、学ぶことは重要でないのである。 人びとが決まった課題や目的を持たずに会うことにより、何か新しいことが起こるための「自由な空間」が生まれるのである。
David Bohm: 
ダイアログの目的は思考の過程全体について深く入っていき、集団的な思考の過程を変化させることにある。私たちは普段、過程としての思考に注意を払わない。我々は思考を「行っている」のだが、我々は思考の「内容」にだけに注意が向き、その「過程」には注意が向かないのである。なぜ思考に注意を払う必要があるのだろう？実際、何をするにも注意は必要である。もし不注意に機械を動かしたならば、機械を壊してしまうだろう。我々の思考も機械と同じく動的な過程であり、注意を払わなければうまく動かないのである。.
ボームのダイアログでは、以下にボーム自身が述べているように、「聴くこと」が重要である。
[A] 人々の個人的や文化的な基盤について保留し、話されている内容に全体的な注意を払うことで、意識が新しい向きに進むことができるのである... 意識はその後、保留されていた特定の視点を超えた新たな視点に立つことができるのである。

グリッフォルは慣習的な議論についてこう述べている。
[T] 参加者が独自にもつ視点についての自己防衛的な活動は、お互いに聴くことを妨げてしまう。 その対照にお互いが互いの意味することに完全な注意を向けることにより、精神は社会や文化の蓄積物から自由になり、人々の間に自由に意味が流れるようになる。そして重要さ、動機、目的、価値などの共有と共に、視点や意味の共有が可能となるのである。
主な問題と思えるのは、偏見に縛られており聴くことができないのが他人であった時である。結局のところ、その人がある特定の質問に対して「壁」を作っていることを見るのは容易いことである。そのような人はそのことに気づかないまま、その人にとって非常に大切かもしれないその考えが抱える矛盾に向き合おうとしないのである。その「壁」の本性は、矛盾に対するある種の鈍感さや、無感覚である。このことから明らかに、自身が持つ「壁」について気づくことがきわめて重要であることが分かる。もしその人が注意深くいつも気を配っているならば、ある特定の質問がなされたときに、心の中に恐怖や喜びの感覚がよぎることを見つけるだろう。恐怖はその人が質問について深く考えることから逃避させ。喜びは、思考を他の問いに向かわせようとするのである。このようにして、人は自分を動揺させる質問からいつでも逃げることができる。この結果、他人の言うことを本当に聴かないといけないときでも、自分の考えに固執していることに気づかなくなってしまうのである。人が集団で会話しているとき、もしくは行動しているときに、人は自由に聴くことの「壁」となる恐怖や喜びの感覚に気づいていることは可能だろうか？

## ダイアログの方針
1. 「参加者は会話の中で、グループレベルでの決定が下されないことに同意する」ダイアログではグループが何をするかについて決めないことが重要である。もしそうでなければ、自由ではない。我々は何かをすること、何かの決定を下すこと、また何かを言うこと、言わないことを強制されない自由な空間を持たなければならないのである。" (Bohm, "On Dialogue", p. 18-19.)"
2. 「参加者は会話の中でどのような判断も保留することに同意する」グループの会話が続くと、それぞれが考えとして持つ前提が浮かび上がってくる。ダイアログではそのような前提を保留することが求められる。つまりそのような前提を抑圧も放棄もせず、また信じることも信じないこともしない。それについて良いとも悪いとも判断を下さないのである。(Bohm, "On Dialogue", p. 22.)
3. 「判断も保留しながらも、正直で率直であることを心がける」
4. 「参加者は他の参加者の考えに基づいて考えることを心がける」

## ダイアログの経験
ダイアログでは、ある人が何かを言ったとき、一般的に別の人はそのままの意味でその言葉を受け取らない。それらの意味は「類似」しているが同じではない。このために、前者は後者の返答から自分の言おうとしたことと他の人が受け取ったことの「違い」を知ることができる。このような違いについて見ることで、両者はお互いの視点に共通する新しい視点に到達する可能性が開かれるのである。
このようにダイアログでは、参加者は自身が既に持っている考えや知識を「共通のものにする」のではなく、むしろ参加者はお互いに協力して何かを「共通した所に」生み出すのである。言いかえれば、新しいものを一緒に生み出すのである。

## ボームの後継者
- Chris Harris (2002) (2003)
- Peter Senge (1990)
- Parker Palmer (2004)
- Holman (1999)
- William Isaacs (1999)
- Patricia Shaw

## External links
- The David Bohm Society
- A directory of groups exploring dialogue as proposed by David Bohm et al.
- The Bohm Krishnamurti Project: Exploring the Legacy of the David Bohm and Jiddu Krishnamurti Relationship
- David-Bohm.net features various papers written by Bohm and his colleagues, and an online dialogue by email list (facilitated by Don Factor).
- The Lancaster (UK) Dialogue